# Youssouf Hersi
Pour les articles homonymes, voir Hersi.
Youssouf Hersi, né le 20 août 1982, est un footballeur néerlandais d'origine éthiopienne. Il joue au poste de milieu offensif.

## Biographie
Youssouf Hersi est un pur produit du centre de formation de l'Ajax Amsterdam, il commence à entrer dans l'équipe première lors de la saison 2000-01. Lors de cette saison il joue peu seulement 8 matchs. C'est pour cela qu'il est prêté trois ans consécutivement à NAC Breda et à NEC Nimègue.
Dans ces clubs il s'éclate en marquant et jouant beaucoup, mais cela ne convainc pas les dirigeants de l'Ajax qui le libère de son contrat et signe à SC Heerenveen mais cela ne fonctionne pas et il y reste que 6 mois. Il résilie son contrat et signe à Vitesse Arnhem où il marque 15 buts en 59 matchs.
Lors du Mercato 2007, il signe au FC Twente, où il effectue deux saisons pleines. En août 2008, il signe à l'AEK Athènes FC pour 1+2 ans.

## Carrière internationale
En 2001, il joue avec l'équipe des Pays-Bas des moins de 20 ans la Coupe du monde des moins de 20 ans en marquant 2 buts en 5 matchs. Mais il n'a jamais été appelé en sélection A, il réfléchit donc à représenter l'Éthiopie son pays natal.